# Новости Первого канала
«Новости» — информационная программа, выходящая в эфир с 14 февраля 1956 года на «Первом канале» (в 1956—1967 и в 1985—1991 годах — на 1-й программе ЦТ СССР, в 1992—1995 годах — на 1-м канале Останкино, в 1995—2002 годах — на «ОРТ»). Представляет собой обзор информации за прошедшую часть дня. С 1996 года производится Дирекцией информационных программ АО «Первый канал» (в 1996—1998 годах — ЗАО «ОРТ», в 1998—2002 годах — ОАО «ОРТ», в 2002—2016 годах — ОАО «Первый канал»).

## История
Новости на «первой кнопке» стали выходить в эфир с 14 февраля 1956 по 31 декабря 1967 и с 10 февраля 1985 года. С 1 января 1990 по 31 декабря 1991 года программа называлась «Телевизионная служба новостей». С 28 августа и до конца 1991 в 21:00 передача называлась «ТВ Информ».

### ТВ Информ/Новости Останкино (1991—1992)
После закрытия программы «Время» и «ТСН» 28 августа 1991 года появилась новая информационная программа «ТВ Информ».
В ноябре 1991 года на базе ТСН было создано ИТА, при этом прежняя информационная служба — Студия информационных программ телевидения — была упразднена, а производство программы «Новости» перешло ИТА, при этом свою заставку программа обрела только 1 января 1992 года. Ведущими утренних выпусков «Новостей Останкино» стали Борис Костенко, Павел Огородников, Марина Назарова, вечерних выпусков в 21:00 с октября 1991 года стали Татьяна Комарова, Сергей Медведев, Ирина Мишина, Павел Каспаров, ведущими вечерних выпусков в 18:00 и ночных выпусков — Михаил Осокин, Дмитрий Киселёв и Татьяна Миткова. Упоминание аббревиатуры «ИТА» появилось на российском телевидении ещё в конце 1991 года в программе «ТВ Информ».
С распадом СССР в 1992 году стали выходить «Новости Останкино», которые тоже производились ИТА. «Новости Останкино» стали выходить в 6:00, 9:00, 12:00 (все с хронометражем 20 минут), 15:00 (25 минут), 18:30 (25 минут), 21:00 (40 минут) и 0:00 (25 минут).
В феврале 1992 года на телеканал перешёл Сергей Доренко (ранее вёл ночные выпуски «Вестей»), ставший ведущим вечернего выпуска новостей вместо Павла Каспарова. В 1993 году Сергей Доренко перешёл в МНВК, где возглавил информационную службу. Утренними ведущими стали Нелли Петкова, Михаил Светличный и Игорь Выхухолев.

### ИТА Новости (1992—1996)
С 28 июля 1992 года на 1-м канале Останкино вместо новостной программы «Новости Останкино» стали показывать новостную программу «ИТА Новости», которая обычно выходила без логотипа телеканала (вместо него на сюжетах отображался логотип «ИТА» в правом нижнем углу). Имела рубрики «Новости экономики», «Новости спорта», «Погода» и другие.
18 сентября 1993 года часть журналистов этой программы — ведущие Татьяна Миткова и Михаил Осокин, корреспонденты Владимир Лусканов, Владимир Ленский, Ирина Зайцева, Александр Герасимов, Михаил Светличный, Александр Зараелян, Борис Кольцов, Александр Хабаров и Андрей Черкасов из-за разногласий с председателем РГТРК «Останкино» Вячеславом Брагиным, покинули «Новости» и образовали Службу информации НТВ, где стали производить информационную программу «Сегодня», которая стала выходить по пятому каналу, а позже и по НТВ.
В декабре 1993 года от ведения новостей была отстранена Ирина Мишина. Сергей Алексеев стал ведущим еженедельной информационно-аналитической программы «Воскресенье».
Ведущими вечерних выпусков новостей вместо Ирины Мишиной стала Нелли Петкова, ведущими утренних выпусков новостей стали Александр Ильичёв, Владимир Калиновский и Анна Прохорова.
В январе 1994 года Сергей Медведев стал ведущим еженедельной информационно-аналитической программы «Новости плюс» (выходила в эфир в 21:00 по субботам до ноября 1994 года), вместо него ведущим вечернего выпуска новостей стал Игорь Выхухолев. В середине 1994 года Павел Огородников был назначен корреспондентом, а вместо него его выпуск стал вести Борис Костенко, однако в конце 1994 года он перестал вести новости. Ведущими выпусков стали Сергей Шатунов, Александр Панов, Александр Горянов и Сергей Ломакин.
С 28 февраля 1994 года выпуск новостей в 6:00 был отменён. С 4 июля 1994 года, в связи с вводом дневного перерыва на телеканале «Останкино» с 11:20 до 16:00, время выхода в эфир информационных выпусков было изменено. Выпуски в 9:00 и 12:00 стали выходить на час раньше (в 8:00 и 11:00 соответственно), а выпуск в 15:00 — на час позже, в 16:00.
С июля 1994 года ведущие утренних и дневных выпусков — Александра Буратаева, Ирина Палей, Мария Волкова и Наталья Романова.
С 1 августа 1994 по 31 марта 1995 года «ИТА Новости» также выходили в эфир в программном блоке GMS, отныне занимавшем часть дневного и ночного эфирного времени «1-го канала Останкино». В данном блоке новостные выпуски выходили в сокращённом формате — они имели 8-минутный хронометраж и выходили на 52-й минуте каждого часа (с 11:52 до 14:52 и с 1:52 до 3:52); часть новостей из-за малого хронометража зачитывались ведущим без демонстрации видеосюжетов (в случае наличия внутри выпуска рубрики «Новости культуры» выпуск и вовсе выходил без них). С 3 октября 1994 года такой формат был введён и в «основном» вещании канала «Останкино» — новости стали выходить каждый час с 7:52 до 3:52 по московскому времени (кроме 19:52, 20:52, 21:52, 22:52 и 0:52; выпуск в 7:52 на Центральную Россию выходил внутри программы «Телеутро» под заставкой «Хроника дня»).
С 16 декабря 1994 года выпуски новостей в 21:00 стали носить название «Время», как было до 1991 года.
С 1 апреля 1995 года программа стала производиться совместно ИТА и ОРТ и выходить по будням с трёхчасовым шагом, как до 1994 года (первый выпуск — в 6:00, последний — в плавающем графике от 23:30 до 0:45), а по выходным в 9:00, 15:00 и 18:00. С 10 апреля по 30 сентября 1995 года ежедневно (включая воскресенье) в 18:00 вместо обычного выпуска новостей выходила программа «Время» в сокращённом виде. Все выпуски имели хронометраж 20—25 минут, как и было до октября 1994 года.
Со 2 октября 1995 года ночной выпуск стал выходить в формате итогового обзора событий дня хронометражем около 10 минут. Он заменил в сетке вещания закрытую на ОРТ аналитическую программу Сергея Доренко «Версии». В дальнейшем формат этого выпуска «Новостей» неоднократно изменялся: в частности, с 11 марта 1996 года он выходил без ведущего, который озвучивал сводку событий дня за кадром.
В конце 1995 года Нелли Петкова стала ведущей еженедельной информационно-аналитической программы «Воскресенье».
В январе 1996 года по инициативе первого заместителя генерального директора информационных программ ОРТ Ксении Пономарёвой была начата реформа новостного вещания телекомпании. Основной задачей ставилось сделать новостные выпуски ОРТ такими же, как у НТВ (штат телекомпании частично состоял из бывших сотрудников ИТА), но ориентированными не столько на подготовленных и информированных зрителей, а на более широкую аудиторию.

### Новости ОРТ/«Первого канала» (с 1996)
В марте 1996 года на базе ИТА была создана Дирекция информационных программ ОРТ, к которой перешло право на производство всех новостных выпусков на телеканале. С весны 1996 года новости на телеканале выходили в эфир без логотипа ИТА как обычные новости ОРТ, вскоре этот же логотип исчез и с брендированных репортёрских микрофонов (вместо него на кубиках стал отображаться логотип ОРТ 1995—1996 годов охрового цвета). До начала 2000-х годов выпуски новостей формировались следующим образом: 70 % всех новостных сообщений определялось агентством «Интерфакс», 20 % новостей выбирали сами журналисты, а остальные 10 % — менеджеры телеканала. Некоторые сюжеты могли носить откровенно рекламный характер. Через 3 года после прихода на должность гендиректора ОРТ Константина Эрнста внутри его структуры была создана аналитическая дирекция с руководителем Маратом Гельманом, выпускавшая еженедельные «темники». Эти темники включали в себя все новости, рекомендуемые к освещению, подразделявшиеся в свою очередь на главные, основные и другие, с советами по подаче, интерпретации и использованию тех или иных слов, зачастую — с указанием телефонов тех экспертов, к которым необходимо было обратиться журналистам для комментариев. Большая часть новостных блоков не обходилась без сюжетов о поездках президента и председателя правительства России, близких к ним людей. Собственные корреспонденты Дирекции информационных программ ОРТ, работавшие на постсоветском пространстве, до середины 2000-х годов назначались из граждан тех стран, которые они представляют в эфире, что было связано с экономическими причинами, а также с их высоким профессионализмом и умением ориентироваться в ситуации.
С 10 мая 1996 года «Новости» в 9:00 по выходным стали выходить в 10:00.
В октябре 1998 года формат ночного выпуска был изменён: теперь он был посвящён актуальной теме уходящего дня, по которой в синхронах высказывались эксперты или причастные к событию лица. Чуть позже выпуск получил название «Новость дня» и индивидуальное оформление плашек опознания места и лиц. Его ведущими были политические комментаторы Павел Широв и Антон Верницкий (неделя через одну). В выходные были добавлены тематические поздневечерние выпуски новостей «Новости спорта» и «Новости культуры», обзоры произошедших за неделю событий в мире спорта и культуры соответственно, состоявшие из репортажей собственных корреспондентов ОРТ. Ведущими специализированных спортивных и культурных выпусков были профильные комментаторы канала Виктор Гусев и Александр Казакевич соответственно.
С 15 марта 1999 года вместо «Новости дня» стала выходить аналитическая программа Михаила Леонтьева «Однако», а с 15 июня того же года, после её перехода в таймслот программы «Время», ночной выпуск новостей был возвращён в эфир в прежнем формате обзора событий за день. Еженедельные выпуски «Новости спорта» и «Новости культуры» просуществовали до лета 1999 года.
27 сентября 1999 года хронометраж выпуска новостей в 18:00, который получил название «Новости. Вечерний выпуск», был увеличен до 25 минут. По аналогии с ним программа, выходившая в таймслоте после полуночи, стала называться «Новости. Ночной выпуск». В 2000 году эти два выпуска были переименованы в «Вечерние новости» и «Ночные новости» соответственно. Вечерние выпуски программы стали вести Жанна Агалакова (перешла с НТВ) и Игорь Выхухолев, ведущими утренних и дневных выпусков становятся Игорь Гмыза и Ольга Кокорекина, а также недолгое время с мая по сентябрь 2001 года Анна Павлова.
Со 2 октября 1999 года по субботам и воскресеньям утром стал выходить выпуск «Новостей» в 8:00 продолжительностью 10 минут, который открывал эфир ОРТ в выходные дни. Осенью 2002 года он был перенесён на 7:00, а весной 2003 года (окончательно) на 6:00. Аналогичным образом выпуски транслировались и в праздничные дни, за исключением 1 января (когда выпуск не выходит в эфир вообще), а с 2000 по 2002 год ― также и 9 мая (тогда выпуск выходил в эфир в 7:00).
С июля по сентябрь 2001 года программа «Ночные новости» выходила в эфир в 23:30 и обязательно включала в себя рубрики «Однако» и «Новости спорта». С 24 сентября 2001 года она была переименована в «Ночное „Время“», а её ведущими стали Андрей Батурин и Жанна Агалакова (последнюю позже сменил Пётр Марченко). Программа в те годы имела более аналитический характер и периодически для освещения событий могла привлекать специалистов, которые давали свои оценки.
С осени 2001 года утренний выпуск новостей стали вести Рустам Сулейманхил (ранее корреспондент и ведущий рубрики «Хроники дня» программы «Доброе утро») и Евгений Агошков (ранее работал в международной смене Дирекции информационных программ ОРТ). Дневные и вечерние выпуски программы в то время представляли Игорь Гмыза, Оксана Ростовцева, Ольга Кокорекина и Игорь Выхухолев. Запасным ведущим информационных программ стал Андрей Батурин (он вёл в основном специальные выпуски). С того же времени программа стала выходить в студии сине-коричневого света, разработанной фирмой «Сцена».
С 13 июля 2002 года «Новости» в 15:00 по выходным стали выходить в 14:00, а с сентября того же года выпуск в 18:00 по воскресеньям был отменён в связи с переносом на это время программы «Времена». С 26 июля 2003 года «Новости» в 14:00 по выходным стали выходить в 12:00. Также с 2003 года вечерний выпуск новостей по будням был увеличен по хронометражу с прежних 20―25 до 30 минут.
С 24 марта по 20 июня 2003 года выходил дополнительный выпуск новостей в 2:00 по будням, в котором ведущий одной строкой представлял основные события в стране и мире. С 30 сентября 2003 года, дня введения круглосуточного вещания «Первого канала» на постоянной основе, он был возобновлён, но в 3:00, разбивая транслируемый художественный фильм на две части. Тогда же был введён аналогичный выпуск новостей изначально с понедельника по четверг, сейчас с понедельника по пятницу в 5:00. В 2003—2005 годах он разбивал фильм на две части, в 2005—2006 годах выходил перед «Первой программой», а с 14 августа 2006 года стал открывать программу «Доброе утро».
В августе 2003 года ведущим утренних выпусков стал Антон Волошко (ранее — корреспондент «Первого канала»). С начала 2004 года утренние выпуски вместо переведённого на административную деятельность Рустама Сулейманхила стала вести Наталья Тингаева. Дневные выпуски стали представлять Жанна Агалакова, Ольга Кокорекина, Игорь Выхухолев и Евгений Агошков. В феврале 2004 года хронометраж вечерних выпусков вернулся к прежней продолжительности 20 минут.
В ноябре 2004 года директором Дирекции информационных программ «Первого канала» был назначен Кирилл Клеймёнов. После его прихода начинается реформа всей информационной службы. За первые месяцы его работы из 80 корреспондентов Дирекции информационных программ телеканала, работавших над программой, 40 были уволены. Среди причин увольнения и масштабных сокращений называются профнепригодность сотрудников, нерегулярные выходы на работу и в телеэфир, посредственное качество показываемых сюжетов, желание омолодить и обновить состав трудового коллектива. Посредственное качество информационных выпусков также отмечалось журналистами некоторых печатных и сетевых изданий незадолго до изменений в руководящем составе новостной редакции. Внешний вид работающих в кадре ведущих также вызывал вопросы у телекритики: рецензентам казалось, что в эфире новостей канала работают лица с внешностью «школьных учителей или политруков», что отличало их от ведущих похожих программ на «России» и НТВ, а также от неновостных ведущих «Первого канала» тех лет. Всего же за 2004—2006 годы из Дирекции информационных программ ушло по разным причинам около 150 человек, пришло вместо них примерно столько же. В 2006 году число сотрудников дирекции информационных программ составляло цифру в примерно 700 человек. Было закрыто несколько корреспондентских пунктов в странах постсоветского пространства.
31 января 2005 года, в связи с изменением вечерней сетки вещания на «Первом канале», «Вечерние новости» по будням были сокращены с прежних 20 до 10 минут (в июле 2006 года хронометраж снова увеличили до 17―20 минут), при этом новости спорта были убраны из программы (прогноз погоды убрали в конце 2003 — начале 2004 годов). В том же году Игорь Выхухолев был назначен шеф-редактором утреннего и ночного информационного вещания «Первого канала», вместо него вечерний выпуск новостей стал вести Вячеслав Крискевич. С 12 сентября 2005 года вместо Евгения Агошкова утренние выпуски новостей стал вести Всеволод Нерознак, а выпуск в 23:40, ведущей которого стала Татьяна Калинина, снова получил название «Ночные новости» и вернулся к своему прежнему формату классического обзора новостей за день.
С 2006 года утренние, дневные и вечерние выпуски программы стали вести Дмитрий Борисов, Юлия Панкратова, Максим Шарафутдинов и Валерия Кораблёва. С 2007 года программу «Ночные новости» стали вести бывший корреспондент канала в Великобритании Анатолий Лазарев и Ольга Кокорекина, впоследствии последнюю сменила Наталья Семенихина.
С 8 сентября 2007 года выпуск «Вечерних новостей» по субботам был отменён, вместо него стало выходить аналитическое ток-шоу «Времена» с Владимиром Познером, которое ранее выходило по воскресеньям в это же время.
Со 2 марта 2008 года все выпуски новостей с 9:00 до 1:00 выходят из большой студии программы «Время», ранее являвшейся концертной студией «Останкино», но от зала ничего не осталось. Дирекция информационных программ перестала использовать студийные кассеты и полностью перешла на компьютерный видеомонтаж.
Летом 2008 года хронометраж Других новостей сокращён с полчаса по 20 минут, с этого момента со 2 июня 2008 по 26 августа 2011 года. почти все выпуски «Новостей», включая и неполитические 14-часовые новости по будням длились 20 минут.
С 6 сентября 2008 года по выходным стал выходить выпуск в 15:00 (с 2009 года был отменён, а с 2014 по 2017 год выходил по субботам, иногда по воскресеньям).
С лета 2010 года возобновилась трансляция блоков «Новостей спорта» в дневных (по выходным) и ночных (по будням) «Новостях». С 29 августа 2011 года блок вернулся и в «Вечерние новости». Данный блок существовал в двух вариантах: с закадровым голосом комментатора под картинку (в дневных и ночных выпусках) и с ведущим в студии (в вечерних новостях).
С 1 июня 2011 года программа транслируется в формате 16:9.
С 29 августа 2011 года выпуск «Вечерних новостей» выходит с увеличенным хронометражем — 50 минут (почти час) по будням и 15 минут по субботам. Ведущие, сменяющие друг друга через неделю, стали едиными для всех «орбит» телеканала.
В июле 2013 года в программе частично произошло изменение ведущих. Дневные новости вместо Анатолия Лазарева ведёт Алёна Лапшина, вместо Юлии Панкратовой «Вечерние новости» ведёт Анна Павлова, вместо Анны Павловой «Ночные новости» ведёт Юрий Липатов, вместо Алексея Галатинова и Алёны Лапшиной утренние новости (на Москву — ночной выпуск) теперь ведут Мария Васильева и Андрей Левандовский.
С 7 по 23 февраля 2014 года (на период Зимних Олимпийских Игр в Сочи) программа выходила в сочинской студии, развёрнутой неподалёку от стадиона «Фишт» и олимпийского парка. В первые дни Игр все выпуски новостей выходили из Сочи, впоследствии она также использовалась в прямых включениях и перекличках с большой студией. Во время Паралимпиады она включалась с паралимпийскими новостями.
С 20 мая 2014 по 28 января 2018 года в конце каждого часа (или же в межпрограммном пространстве) в эфир выходили «Новости часа».
Со 2 июня 2014 года вместе с передачами «Дело ваше», «Истина где-то рядом» и «Понять. Простить», программа «Другие новости», которая ранее выходила в дневном таймслоте каждые будние дни, была официально закрыта.
С 26 августа 2014 года выпуски программы стали выходить в качестве HD вместо SD. Полное переоборудование Дирекции информационных программ было завершено в декабре 2014 года.
С 24 мая 2015 года воскресный выпуск «Вечерних новостей» в 17:45—18:00 был отменён.
С 29 августа 2016 по 22 февраля 2017 года и с 6 по 10 марта 2017 года по будням в 14:00 из студии для утренних выпусков выходил выпуск продолжительностью 10―15 минут. На одной неделе его вёл Юрий Липатов (до декабря 2016 — бывший корреспондент телеканала Екатерина Березовская), на другой Максим Шарафутдинов.
23 января 2017 года, в связи с появлением программы «Первая студия», график рабочих дней претерпел изменения. «Вечерние новости» были разделены на две части. Первая часть предваряла ток-шоу и имела продолжительность 25—30 минут. После «Первой студии» в 19:45—19:50 выходила вторая часть «Вечерних новостей» продолжительностью 10―15 минут. Также вместо ушедшей в декретный отпуск Елены Винник выпуск новостей в 18:00 стала вести Валерия Кораблёва, а Екатерина Березовская стала ведущей дневных выпусков в 9:00, 10:00, 12:00 и 15:00.
При этом из программы стала пропадать рубрика «Новости спорта» — последний раз в новостях по выходным она вышла в эфир 15 января (комментатор — Мария Румянцева), в «Вечерних новостях» — 17 января (ведущий — Виктор Гусев), в «Ночных новостях» — 19 января (комментатор — Александр Лидогостер). После появления первых сообщений о закрытии данной рубрики руководство канала объявило, что это временное решение. В конечном результате спортивные новости стали выходить в качестве отдельного блока в программе «Доброе утро» с голосом комментатора за кадром, а также в дневных выпусках на «Орбитах», монтируясь к утренним выпускам на московский часовой пояс.
С 22 февраля 2017 года «Вечерние новости» по пятницам или перед праздниками не разделяются на две части. С 27 февраля того же года выпуск в 14:00 стал выходить очень редко, а с 13 марта того же года был окончательно отменён.
С 15 мая 2017 года отменено разделение выпуска «Вечерних новостей» на две части.
С 28 августа 2017 года вместо Дмитрия Борисова вечерние выпуски новостей стал вести Андрей Ухарев.
С 4 сентября 2017 года «Вечерние новости» вновь ведёт вернувшаяся из декретного отпуска Елена Винник, а Валерия Кораблёва с 11 сентября того же года вновь ведёт дневные выпуски вместо Екатерины Березовской. С этого же времени, по причине того, что Дмитрий Борисов стал новым ведущим программы «Пусть говорят», «Вечерние новости» вместо него окончательно стал вести Андрей Ухарев (ранее — шеф-редактор «Вечерних новостей» с Еленой Винник в 2015—2016 годах, ведущий утренних выпусков в 2004—2006 годах). Также «Ночные новости» ведёт Екатерина Березовская вместо Юрия Липатова.
С 4 декабря 2017 года Лариса Медведская ведёт утренние выпуски на Дальний Восток, а Мария Васильева — выпуски на Европейскую часть России.
С 29 января 2018 года «Ночные новости» (последний выпуск которых вышел 25 декабря 2017 года) вместе с «Новостями часа» были официально закрыты, в связи с чем изменился график работы основных ведущих. Максим Шарафутдинов и Екатерина Березовская (чередуясь через некоторое время друг с другом) стали вести утренние выпуски по будням в 8:00, 8:30 и 9:00 и по выходным в 10:00 и 12:00 (до 20 октября 2018 года один из этих ведущих, работающих на выпусках по выходным, проводил и субботний выпуск «Вечерних новостей»). Алёна Лапшина и Валерия Кораблёва остались на будничных выпусках в 12:00 и 15:00. Елена Винник и Андрей Ухарев стали вести «Вечерние новости» только по будням. 30 января хронометраж этих выпусков также был сокращён до 25 минут в связи с тем, что с 18:25 до 18:50 в эфир выходит программа «Время покажет».
С 20 февраля 2018 года, после возвращения в большую новостную студию после её трёхмесячной реконструкции, ведущий теперь не только сидя зачитывает подводки к репортажам, но и ходит по студии, ведя часть передачи стоя (по аналогии с программой «Время»).
С 17 июля по 31 августа 2018 года хронометраж вечерних новостей в будни был таким же, как и в выходные дни — 15 минут.
С 27 октября 2018 года по 20 февраля 2022 года, вплоть до вторжения России на Украину, отменены выпуски «Вечерних новостей» по выходным (субботам и воскресеньям).
В связи с переходом «Первого канала» на вещание в одиннадцати часовых версиях, произошедшего 25 декабря 2018 года, в графике и в производстве программы произошли изменения. Так, выпуски «Новостей» в программе «Доброе утро» для Дальнего Востока выходят в эфир на час раньше, с 20:00 по московскому времени. Также, с 25 декабря 2018 по 11 октября 2019 года выходил отдельный выпуск «Вечерних новостей» для Дальнего Востока в 9:00 по московскому времени (18:00 камчатского времени) из студии утренних новостей; эти выпуски вели Алёна Лапшина и Валерия Кораблёва.
В конце 2018—начале 2019 годов сменились ведущие утренних выпусков на Дальний Восток: вместо Андрея Левандовского и Ларисы Медведской их стали вести Юлия Гамаева (до этого работала редактором новостей телеканала, а ещё раньше была ведущей и корреспондентом на различных телеканалах Санкт-Петербурга) и Макар Руденчик (бывший собственный корреспондент «Первого канала» во Владивостоке) соответственно.
С 24 января 2019 года «Новости» в 9:00 разделяются на две части рекламным блоком, при этом их хронометраж стал таким же, как и у «Вечерних новостей» по будням — 25 минут. С 14 октября 2019 года «Новости» в 9:00 выходят на пояса со смещением от московского времени от +9 до +5 часов как «Вечерние новости» для Дальнего Востока и Восточной Сибири.
С 9 сентября 2019 года хронометраж «Вечерних новостей» стал составлять 30—35 минут вместо прежних 25, с 14 января 2020 года он снова стал составлять 25 минут.
С 16 ноября 2019 года по субботам выходят утренние выпуски в 7:00 и 8:00 (в рамках телепередачи «Доброе утро. Суббота»), хронометраж — 7 минут.
С 30 марта 2020 года хронометраж «Вечерних новостей» был увеличен до 35—45 минут. С 9 по 17 апреля 2020 года по будням временно выходил выпуск в 14:00, хронометраж — 10 минут.
В 2022 году спустя долгое время вернули вечерние новости и программу «Время» 31 декабря.
С 4 ноября 2023 по 8 июля 2024 года выпуски новостей выходили из специальной студии для Международной выставки-форума «Россия» на ВДНХ в Москве.
12 октября 2024 года под ведущей программы «Время» Екатериной Андреевой сломался стул во время прямого эфира. Однако телеведущая удержалась на ногах и не подала виду, продолжив читать текст с телесуфлёра.
С 4 декабря 2024 года утренние выпуски новостей выходили из большой студии, а с 1 июля 2025 года выходят из новой маленькой студии.

## Концепция
Один из руководителей ОРТ Игорь Шабдурасулов так определял концепцию информационного вещания телеканала:

В нашем понимании новости на ОРТ должны быть, если хотите, более державными, рассудительными, спокойными. Мы не гонимся за любыми сенсациями — политическими, криминальными, «катастрофическими». Наша аудитория менее политизирована, её такие вещи раздражают. Это связано с широтой распространения первого канала и давними традициями.

## Другие новости
С 31 июля 2006 по 30 мая 2014 года с понедельника по пятницу в 14:00 по МСК выходила в эфир первая информационная телепрограмма без политики «Другие новости». В программе рассказывалось о самом важном, полезном и интересном в мире без политики. В разное время программу вели Сергей Бабаев, Мария Лемешева (2007—2013) и Ольга Ушакова (2011—2014).
Передача выходила в телецентре «Останкино» (откуда также выходили «Новости», «Вечерние новости», «Время» и «Однако»). Изначально Сергей Бабаев вёл передачу один, зимой 2007 года к нему присоединилась Мария Лемешева.

## Вечерние новости
Данное название программы возникло ещё в 2000 году и упоминалось, в основном, в печатных программах передач. В 2000—2011 годах программа представляла обзор событий за прошедшую часть дня. Хронометраж в разные годы составлял от 10 до 35 минут, в зависимости от количества рубрик и дня недели. Единственное, чем программа отличалась — у неё были рубрики «Новости спорта» (передачи слова спортивному комментатору не было, блок начинался после короткой рекламной паузы, в 2001—2003 — ещё и без заставки), «Прогноз погоды», «Новости культуры» (до 2004) и «Гость в студии программы» — периодические включения политических деятелей из центра Москвы. В 2001—2003 годах в конце выпуска ведущий передавал слово уже сидящему на позиции с правой стороны ведущему программы «Время» (чаще всего это были Екатерина Андреева и Кирилл Клеймёнов), после чего те кратко давали анонс выпуска передачи в 21:00. Ведущими тех выпусков «Вечерних новостей» были Жанна Агалакова, Игорь Выхухолев, Игорь Гмыза, Ольга Кокорекина и по выходным Евгений Агошков. Ведущие новостей спорта — Владимир Топильский и Константин Выборнов.
В 2005—2011 годах программа выходила без дополнительных рубрик. С января 2005 года выпуски программы стали сопровождаться субтитрами в бегущей строке (ранее субтитры в передаче присутствовали только в выпусках в 10:00 по выходным, 12:00 и 15:00). Те выпуски программы в 18:00 вели сначала Вячеслав Крискевич и Ольга Кокорекина (неделя через неделю), с 2006 года вместо них стали работать Дмитрий Борисов и Юлия Панкратова.
Изменения в программе произошли 29 августа 2011 года. Ведущими программы остались Дмитрий Борисов и Юлия Панкратова (с июля 2013 года её сменила Анна Павлова). Принципиальное отличие от других информационных выпусков — более авторская подача новостей ведущим, увеличенный хронометраж (50 минут), позволяющий рассказать о большем количестве событий, до января 2017 года — обзор со спортивным комментатором в студии, подробный прогноз погоды на выходные (обычно по пятницам или перед праздниками). В 2011—2013 годах также выходила рубрика «За и против» (изначально — регулярно, затем — два раза в 2012 году и один в 2013 году), в которой два человека вели дискуссию на актуальные темы. В выходные и праздничные дни хронометраж выпуска сокращается до 10—20 минут. С марта 2014 по май 2015 года в эфир выходил также и воскресный краткий выпуск.
Несколько раз в эфире «Вечерних новостей» появлялись гости в студии. В октябре 2012 года на передачу приходил основатель Facebook Марк Цукерберг, в январе 2013 года — Арнольд Шварценеггер, а в июне 2013 года — Джонни Депп.
В качестве спортивных комментаторов к основным ведущим «Вечерних новостей» до января 2017 года присоединялись Виктор Гусев, Ирина Слуцкая, Дмитрий Терехов и Александр Садоков. Как и прежде, строгой привязки конкретных комментаторов к ведущим не было, их график отличался от графика «неделя через неделю». В 2015 и 2016 годах при большом количестве новостей спортивного обзора не было.
С 6 апреля 2015 года вести программу стала бывшая ведущая дневного выпуска информационной программы «Сегодня» на НТВ Елена Винник.
Со 2 января по 2 сентября 2017 года из-за ухода Елены Винник в декретный отпуск временно ведущей программы стала Валерия Кораблёва, которая вела дневные выпуски в 9:00, 10:00, 12:00 и 15:00.
С 4 сентября 2017 года Елена Винник вновь ведёт программу. После ухода Дмитрия Борисова в ток-шоу «Пусть говорят», 11 сентября этого же года ведущим вместо него стал Андрей Ухарев.
С 5 октября 2021 года «Вечерние новости» выходят по будням продолжительностью 40 минут с бегущей строкой из виртуальной студии для Центральной России и Калининградской области. Ведущие: Екатерина Березовская, Андрей Ухарев.
С 26 февраля по 5 марта 2022 года «Вечерние новости» выходили в режиме информационного канала. С 6 марта 2022 года возобновились выпуски «Вечерних новостей» по выходным.
С 15 января 2023 года выходит большой выпуск «Вечерних новостей» по воскресеньям с 18:00 до 19:00.

## Сурдоперевод и бегущая строка
Сурдоперевод существовал в период с 1987 по 2001 год. С 1991 года сурдоперевод осуществлялся на 1-м канале Останкино, затем на ОРТ в информационных выпусках «Новостей», идущих по будням в 12:00 и 15:00, а по выходным в 10:00 (с 7 августа 1999 года) и 15:00 до 18 ноября 2001 года. С 19 ноября 2001 года вместо сурдоперевода внизу экрана пускают бегущую строку синего цвета. С 2003 по 2018 год последние сюжеты не субтитрировались в связи с введением в бегущую строку прогноза погоды. С 2001 по 2018 год в бегущей строке использовался шрифт Tahoma. С 20 февраля 2018 года вместе с оформлением новостных программ изменилась и бегущая строка: с этого момента везде используется шрифт Proxima Nova, теперь прогноз погоды, демонстрируемый в конце выпуска новостей, перестал выходить в бегущей строке и стал показываться параллельно ей, что позволяет субтитрировать выпуск полностью. После модернизации строки субтитров она стала убираться во время прямых включений корреспондентов.
Сейчас бегущая строка идёт в выпусках «Новостей» в 9:00 (с 14 октября 2019 года), 12:00, 15:00 и 18:00 (с 24 января 2005 года) по будням и в 10:00, 12:00 и 18:00 (с 29 января 2005 года) по выходным.
Примечательно, что выпуски новостей с субтитрами выходят и на других телеканалах, но в телепрограммах печатных СМИ о субтитрах говорится только на «Первом канале».

## Новостиспорта
Блок с информацией о спортивных событиях, произошедших в стране и мире за день, представлявшийся спортивными комментаторами в отдельной части студии. Содержал в себе как видеофрагменты из спортивных трансляций, так и инфографику — турнирные таблицы, списки результатов матчей, реже — ещё и репортажи корреспондентов и синхроны участников соревнований, как сделанные собственными корреспондентами, так и выкупленные у информагентств. Длительное время выходил после блока общественно-политической информации, перед информацией о погоде, хотя с декабря 1998 по август 1999 года новости спорта как самостоятельная программа выходили также отдельно от новостного блока по субботам поздно вечером (по аналогии с «Новостями культуры» с Александром Казакевичем, существовавшими в тот же хронологический период). С октября 2001 по февраль 2005 года новости спорта были в «Вечерних новостях» по будням в 18:00 и освещались из той же студии, что и обычные новости. С 2002 года справа от ведущего отображался виртуальный столбец с указанием освещаемого события, а вверху — вращающиеся квадратики со значками, обозначающими виды спорта. После февраля 2005 года, при изменении сетки вечернего вещания, они убраны и оттуда. Причина та же — сокращение хронометража (с 20 минут до 10). Также новости спорта присутствовали в программе «Ночное время» (последний эфир — 26 мая 2005 года).
С мая 2010 года новости спорта выходили в конце программы «Ночные новости», за кадром текст озвучивали Виктор Гусев, Владимир Гомельский, Александр Лидогостер, Дмитрий Дуличенко и Мария Румянцева. Ранее в озвучке программы также принимали участие Василий Конов и Владимир Топильский. Их особенность в том, что для московского часового пояса выходили новости прошедшего дня, а для других регионов — позапрошлого дня.
С начала Чемпионата мира по футболу в ЮАР блок новостей спорта был восстановлен в остальных выпусках программы и растасовывался по выпускам в 18:00 (по будням), в 12:00 (по выходным, иногда праздничным дням) и в «Ночных новостях» (текст озвучивался за кадром). С 2011 годах в «Вечерних новостях» в 18:00 ведущий работал в кадре в студии на позиции слева от основного ведущего. Инфографика с турнирными таблицами и результатами матчей в выпусках новостей спорта с 2010 года на экран не выводилась.

## Прогноз погоды
- В 1991—1996 годах на фоне какого-нибудь пейзажа появлялась надпись жёлтыми или зелёными, позже белыми заглавными буквами «Прогноз погоды», потом шли титры городов, регионов РФ и стран СНГ, с температурами воздуха и осадками. Использовалась классические мелодии разных западных композиций музыки, например, классическая мелодия на песню «Битлз» «Let It Be», композиция Эндрю Ллойда Уэббера «Memory» в аранжировке оркестра Поля Мориа, с 29 июля по 30 декабря 1992 года классическая музыка, а с 31 декабря 1992 года и электронная музыка.
- С 1 января 1994 года по 30 апреля 1995 года перед прогнозом погоды после окончания программы «ИТА Новости», а с 15 марта 1995 года и «ИТА Время» показывались анимации (заставка — короткометражный мультфильм) с ходячей обувью рядом с зонтом (сапоги, туфли, ботинки или калоши, в зависимости от времени года). В заставке французская музыка Андре Поппа «Манчестер-Ливерпуль». Потом показывалась карта России и ведущие прогноза погоды, рассказывающая о погоде. В конце на разных фонах пробегали титры с указаниями городов и температуры воздуха. После прогноза погоды демонстрировалась реклама спонсоров.
- С августа 1996 года, в окончании выпуска «Новостей» ОРТ оформление прогноза погоды состояло из следующего: на белом фоне иногда изначально изображены солнце (слева) и облака (справа), потом появляется заголовок «Прогноз погоды», затем появляется карта мира, а сверху были надписи: «Западный регион», «Кавказский регион» и «Российская Федерация»; камера приближается к карте западного региона СНГ, Кавказского региона и России, и на ней появляются указания осадков. Потом показывался прогноз погоды городов. Оформление прогноза погоды городов выглядело так: справа изображены картины определённых городов, слева белый фон с названиями городов, со знаками осадков и отметками температуры воздуха. В ночных выпусках «Новостей» в случае недостатка свободного времени от выделенного хронометража в 10 минут (который также учитывал и блок рекламы) прогноз погоды показывался в сокращении (только Санкт-Петербург и Москва) либо не показывался совсем.
- С конца 1996 по 1998 год перед прогнозом погоды по окончании выпуска «Новостей» ОРТ показывалась заставка, в которой кисть рисует изображение погоды и времён года, потом появляется клеточная бумага с логотипом «Метео ТВ» (в букве «О» — полумесяц) на фоне облаков. В заставке присутствовала старая музыка Андре Поппа «Манчестер-Ливерпуль».
- С 1998 по 2001 год после отдельных выпусков передачи и на утреннем канале транслировался прогноз погоды с ведущими, стоявшими на виртуальном фоне[110] или возле плазменного экрана с отображением карты погоды[111].
- С 1999 по 2001 год по окончании выпуска «Новостей» показывался вращающийся полушар Земли, потом камера отходит от него в сторону за стекло, потом показывался прогноз погоды, состоящий из следующего: слева — монитор с изображением картины городов с логотипом «Метео ТВ», справа — синее табло с названиями городов, со знаками осадков и отметками температуры воздуха. Присутствовала музыка Андре Поппа «Манчестер-Ливерпуль».
- С осени 2001 по начало 2002 года в прогнозе погоды по окончании выпуска «Новостей» показывался прогноз погоды с ведущими, стоявшими в студии возле монитора с отображением карты погоды. В шапке присутствовала музыка Андре Поппа «Манчестер-Ливерпуль».
- С начала 2002 по сентябрь 2003 года в прогнозе погоды по окончании выпуска «Новостей» на карте России на города указывают знаки осадков и отметки температуры воздуха, потом отображался список городов с указателями осадков и температуры воздуха. Присутствовала музыка Андре Поппа «Манчестер-Ливерпуль», шапка осталась от предыдущего варианта.
- С 8 сентября по 30 ноября 2003 года использовался анимированный прогноз погоды от студии «Меркатор». На голубом фоне отображается трёхмерная карта России, поверх неё — список городов с указанием температуры воздуха и осадков из 2—5 позиций. В шапке использовалась мелодия Олега Литвишко, стилизованная под заставку новостей, в самом же прогнозе с картой использовалась музыка Андре Поппа «Манчестер-Ливерпуль»[112]. В «Вечерних новостях» этот вариант прогноза погоды продержался чуть дольше, чем в остальных выпусках — до конца 2003 — начала 2004 года.
- С 1 декабря 2003 по 19 февраля 2018 года прогноз погоды с указанием города, осадков и температуры воздуха в конце выпуска «Новостей» использовался в бегущей строке. С 20 февраля 2018 года прогноз погоды показывается в плашке[107].
- С 25 ноября 2011 по 4 мая 2018 года по пятницам или перед праздниками в рамках «Вечерних новостей» (реже — обычных выпусков) из студии Метеоцентра выходил подробный прогноз на предстоящие выходные (праздничные дни)[113][114].

## Экстренное вещание
В случае крупномасштабных чрезвычайных происшествий или больших событий выходят экстренные выпуски программы без фиксированного времени выхода в эфир.

### 1990-е годы
- 12 декабря 1993 года в эфир выходил спецпроект «Конституция России» — «Власть-94» (другое название — «Встреча нового политического года»), посвящённый результатам выборов и референдума по Конституции[115]. Изначально прямой эфир должен был идти до 6:00, но уже в 3:30 ночи он был сорван[116]. В рамках телеэфира вся тогдашняя политическая элита за накрытыми праздничными столиками наблюдала за подсчётом голосов в режиме реального времени[117]. Ведущими марафона были Алексей Пиманов, Валентина Жданова и Тамара Максимова[118][119].
- Днём 31 августа 1994 года GMS вещало только с 12 до 14 и с 15 до 16 часов в связи с прямыми трансляциями «Останкино» о выводе российских войск из Германии.
- 2 марта 1995 года в 16:00 вышел специальный внеплановый выпуск программы «Время», посвящённый убийству Владислава Листьева.
- Во время событий в Будённовске в июне 1995 года выпуски новостей выходили каждый час. Ведущими были Сергей Шатунов и Анна Прохорова.
- 16 июня 1996 года в 0:00, в 1:00, в 2:00 и в 3:00 во время подведения итогов первого тура президентских выборов выходили специальные выпуски новостей.
- 3 июля 1996 года в 21:00, в 0:00, в 1:00, в 2:00 и в 3:00 во время подведения итогов второго тура президентских выборов также выходили специальные выпуски.
- 24 марта 1999 года во время начала бомбардировки силами НАТО Югославии в 23:00 вышел специальный выпуск новостей. Ведущей была Екатерина Андреева. Телеканал продолжил подробное освещение войны в Югославии и в последующие дни, в больших масштабах, чем освещали чеченскую. В отдельные дни до 80 % всех информационных сообщений было только на эту тему[120].
- 13 сентября 1999 года, в день взрыва жилого дома на Каширском шоссе в течение дня также транслировались выпуски «Новостей»[121][122].
- 31 декабря 1999 года был показан выпуск программы о внезапной отставке Президента Российской Федерации Бориса Ельцина. Ведущей была Жанна Агалакова.

### 2000-е годы
- 8 августа 2000 года, после взрыва в Пушкинском переходе, в 18:10 мск в прямой эфир планового выпуска «Новостей» в 18:00 к Жанне Агалаковой позвонила тогдашняя ведущая телеканала «Доброе утро» Лариса Кривцова, она первой сообщила о случившемся[123][124]. В 21:00 выпуск программы «Время» также в срочном порядке был перевёрстан под события последних часов, его вела Марина Назарова (ведущая утренних выпусков «Новостей» тех лет).
- Во время пожара на Останкинской башне 27 августа 2000 года на канале периодически выходили специальные выпуски новостей с прямыми включениями по теме, также в студии беседовали с приглашёнными людьми[125]. Ведущим был Кирилл Клеймёнов, также во время этих выпусков новостей логотип ОРТ был поставлен в левый верхний угол вместо правого, поскольку выпуск выходил на московском канале «Столица». До обрыва вещания телеканала на Москву и Московскую область он успел выдать в эфир два специальных выпуска «Новостей» по теме: в 17:00 и 18:00[126].
- Во время террористического акта 11 сентября 2001 года в США выпуск программы начался по графику в 18:00 и закончился глубокой ночью в соответствии с объявленным по программе концом эфира[127] (иногда прерываясь на программы другого содержания)[128][129][130][131]. Ведущими были Жанна Агалакова[132], Андрей Батурин, Екатерина Андреева, Владимир Познер и Михаил Леонтьев, в последующие дни выпуски по теме также вели Максим Соколов и Игорь Выхухолев.
- 4 октября 2001 года вышел специальный выпуск новостей об авиакатастрофе над Чёрным морем. Ведущей была Жанна Агалакова[133].
- 7 октября 2001 года специальный выпуск о начале войны в Афганистане начался с запозданием по сравнению с РТР, НТВ и ТВ-6 и вышел в эфир вместо утратившей актуальность к вечеру на московском часовом поясе программы «Времена»[134]. Выпуски вели Кирилл Клеймёнов и Жанна Агалакова, также осуществлявшие синхронный перевод закадровой речи с английского языка[56].
- В ночь с 21 на 22 февраля 2002 года вышел специальный выпуск новостей, посвящённый событиям, связанным с обнаружением положительных допинг-проб у российских спортсменок на Олимпиаде в Солт-Лейк-Сити. Выпуск вёл Андрей Батурин, гостем в студии был Никита Михалков[135]. Помимо этого, олимпийская студия, изначально предназначавшаяся только для подготовки дневников и небольших включений в вечерних выпусках, по этой же причине была задействована на телемостах со всеми программами информационного вещания[136].
- 9 мая 2002 года, в день взрыва в Каспийске, также в течение всего дня транслировались выпуски новостей[137].
- Во время массовых беспорядков на Манежной площади в Москве в июне 2002 года также в течение дня транслировались экстренные выпуски новостей. Ведущим был Игорь Выхухолев.
- 28 июля 2002 года вышел спецвыпуск новостей, посвящённый авиакатастрофе Ил-86 под Москвой.
- 21 августа 2002 года вышел спецвыпуск новостей, посвящённый взрыву дома на улице Академика Королёва в Москве. Выпуск вёл Андрей Батурин.
- Во время террористического акта на Дубровке в 22:30 23 октября 2002 года был возобновлён закончившийся час назад выпуск программы «Время». Затем выпуски новостей по теме шли каждый час-полчаса и закончились также в соответствии с объявленным по программе концом эфира[138]. Все дни теракта (23 — 26 октября 2002 года) выпуски выходили каждый час начиная с 6:00 (прерываясь на программы другого содержания), а то и вовсе без перерывов[139]. Ведущими были Екатерина Андреева, Пётр Марченко, Евгений Агошков, Кирилл Клеймёнов, Игорь Выхухолев, Ольга Кокорекина, Рустам Сулейманхил и Михаил Леонтьев[140].
- В день катастрофы шаттла «Колумбия» 1 февраля 2003 года периодически выходили специальные выпуски новостей. Ведущими были Жанна Агалакова, Ольга Кокорекина, Екатерина Андреева и Евгений Агошков.
- В период начала военных действий в Ираке (середина марта 2003 года) выпуски новостей также выходили ежечасно и круглосуточно с раннего утра до ночи[141]. Выпуски вели Рустам Сулейманхил, Екатерина Андреева, Кирилл Клеймёнов, Пётр Марченко, Андрей Батурин, Ольга Кокорекина, Жанна Агалакова и Евгений Агошков. Между выпусками новостей в отдельной студии с гостями беседовали Владимир Познер и Светлана Сорокина. Бо́льшая часть выпусков новостей сопровождалась красной бегущей строкой, на которой выводились актуальные новости по военному конфликту (на некоторых выпусках её переключали на синюю, где выводились субтитры). В первые 2 дня военных действий из сетки вещания были исключены все программы, фильмы и сериалы, кроме выпусков новостей и рекламы, затем информация из Ирака стала подаваться в 15-20-минутных информационных блоках[142].
- Во время террористического акта на пивном рок-фестивале «Крылья» в Тушино (5 июля 2003 года) выходили ежечасные выпуски новостей, целиком посвящённые ситуации[143][144].
- В день взрыва в московском метро 6 февраля 2004 года первый спецвыпуск по теме вышел в эфир в районе 10:30[145]. Далее информация о теракте подавалась в плановых и специальных выпусках, а также в программе «Время». Ведущим всех выпусков был Евгений Агошков, программу «Время» вела Ольга Кокорекина.
- В день обрушения крыши в аквапарке «Трансвааль-парк» шла программа «Время». Затем экстренные выпуски новостей выходили в течение 14[146] и 15 февраля 2004 года. Первый спецвыпуск по теме вышел в 22:30 вместо музыкального хит-парада с голосованием «Золотой граммофон», и его ведущим был Андрей Батурин.
- В день террористического акта на станции метро «Рижская» 31 августа 2004 года шла программа «Время», ведущей была Жанна Агалакова. В начале выпуска кратко прозвучала информация о произошедшем взрыве на станции метро, ближе к середине программы появились прямые включения и видеокадры[147]. Затем в эфир выходили спецвыпуски новостей. На телеканал обрушилась волна критики и обвинение в неоперативности информационной службы[147].
- Во время террористического акта в Беслане (1 — 3 сентября 2004 года) в эфир канала выходили специальные выпуски новостей в течение всех дней с разной периодичностью. Выпуск программы «Воскресное Время» за 5 сентября шёл ровно 1 час и был полностью посвящён трагедии[148][149]. Ведущими были Ольга Кокорекина, Жанна Агалакова, Евгений Агошков, Пётр Марченко, Андрей Батурин, Игорь Выхухолев, Екатерина Андреева и Михаил Леонтьев[150]. На телеканал обрушилась волна критики и обвинение в неоперативности информационной службы[55].
  - 9 сентября 2004 года плановый выпуск «Новостей» в 9:00 был прерван на демонстрацию минуты молчания в знак солидарности с жертвами Беслана[151], за которую выступали представители ряда СМИ[152][153].
- 8 марта 2005 года в 19:00 вышел специальный выпуск новостей, посвящённый убийству президента ЧРИ Аслана Масхадова[154][155][156] (в программе был дан синхрон директора ФСБ Николая Патрушева, сообщавшего о факте случавшегося Владимиру Путину). Выпуск вёл Вячеслав Крискевич.
  - Аналогичный выпуск с сообщением Патрушева Путину о смерти Шамиля Басаева вышел в эфир днём 10 июля 2006 года[157], ведущей была Юлия Панкратова.
- 23 февраля 2006 года вышел специальный выпуск новостей, посвящённый обрушению крыши Басманного рынка. Ведущей была Юлия Панкратова.
- В день авиакатастрофы Ту-154 под Донецком 22 августа 2006 года вышло два специальных выпуска новостей — в 17:30 и 23:30. Ведущими были Юлия Панкратова и Андрей Батурин.
- Выпуски в режиме нон-стоп выходили в дни похорон первого президента России Бориса Ельцина (25 апреля 2007 г.[158]) и Патриарха Московского и Всея Руси Алексия II (9 декабря 2008 г.)[159]
  - 25 апреля 2007 года в рамках эфирного времени программы с 13:30 до 17:00 транслировались церемония прощания и похорон Ельцина, ведущими в перерывах трансляции были Екатерина Андреева[160] и Андрей Батурин, картинка прямой трансляции и закадровый комментарий были позаимствованы у телеканала «Россия»[161].
  - 9 декабря 2008 года в рамках эфирного времени программы трансляция похорон Патриарха Алексия II также сопровождалась пояснительным комментарием для зрителей[162], началась в 8:00 и закончилась примерно в 14:50[163]. Русская православная церковь попросила телеканалы не транслировать погребение в прямом эфире, и трансляцию оборвали по этическим соображениям[163]. Ведущим в перерывах был Дмитрий Борисов.
- 17 мая 2007 года с 9:00 шёл специальный выпуск «Новостей», посвящённый воссоединению РПЦ и РПЦЗ и первому совместному богослужению[164]. Ведущим был Максим Шарафутдинов, затем его сменила Юлия Панкратова.
- В ночь с 4 на 5 июля 2007 года, когда на сессии МОК в Гватемале объявляли город, где пройдут Зимние Олимпийские игры 2014 года, вышел совместный выпуск «Новостей» и программ «На ночь глядя» и «Пусть говорят» с прямыми включениями[165]. Ведущими были Дмитрий Борисов[166] и Андрей Малахов, а также Борис Берман и Ильдар Жандарёв[167].
- 12 мая 2008 года вышел специальный выпуск новостей, посвящённый формированию нового Правительства РФ. Ведущей была Юлия Панкратова.
- В период войны в Грузии в августе 2008 года в течение всех дней выходили специальные выпуски новостей продолжительностью от нескольких минут до часа[168]. Ведущими были Юлия Панкратова, Дмитрий Борисов[169], Наталья Семенихина, Анатолий Лазарев и другие.
- 14 сентября 2008 года в 17:50 шёл специальный выпуск новостей, в котором сообщали о подробностях крушения самолёта Boeing 737 в Перми. Ведущим был Дмитрий Борисов.
- 31 декабря 2008 года в 21:00 вышел специальный выпуск новостей о поставках газа на Украину. Ведущим был Дмитрий Борисов.
- 17 января 2009 года примерно в 18:17 был показан специальный выпуск новостей с полной прямой трансляцией московской международной конференции по вопросам поставки российского газа в Европу с участием президента Дмитрия Медведева[170]. Ведущим был Дмитрий Борисов.
- 19 января 2009 года был показан специальный выпуск новостей с прямой трансляцией подписания документов по вопросам поставки российского газа в Европу с участием Премьера-министра РФ Владимира Путина и Премьера-министра Украины Юлии Тимошенко. Ведущей была Юлия Панкратова.
- 27 января 2009 года в 22:20 вышел специальный выпуск, из которого стало известно, что новым патриархом Московским и всея Руси был избран митрополит Кирилл. Ведущим был Виталий Елисеев.
- 2 апреля 2009 года в 20:00 вышел специальный выпуск «Новостей» с прямой трансляцией пресс-конференции президента России на антикризисном саммите G20 в Лондоне. Ведущей была Юлия Панкратова.
- 28 ноября 2009 года все выпуски были посвящены крушению поезда «Невский экспресс», случившемуся поздно вечером 27 ноября. Помимо плановых выпусков (в 6:00, 10:00 и 12:00) в эфир вышли внеплановые (в 15:00 и 18:00)[171]. Ведущими были Максим Шарафутдинов (выпуски в 6:00 и 10:00) и Юлия Панкратова (выпуски в 12:00, 15:00 и 18:00).

### 2010-е годы
- 29 марта 2010 года, в день взрыва в московском метрополитене, был показан только один специальный выпуск, поставленный в сетку вещания в 14:00 вместо «Других новостей»[172]. Выпуск вёл Дмитрий Борисов. Ранее на телеканале было коротко сообщено о теракте в плановых выпусках в 8:30, 9:00 и 12:00[173]. Вследствие этого на телеканал обрушились волны критики и обвинений в неоперативности его информационной службы[172].
- 8 апреля 2010 года в 14:00 вышел специальный выпуск новостей, посвящённый подписанию договора между Россией и США о сокращении и ограничении стратегических наступательных вооружений. В 15:00 эфир «Первого канала» стал идти по плановой телепрограмме. Ведущим был Дмитрий Борисов.
- Во время авиакатастрофы под Смоленском и гибели Президента Польши Леха Качиньского (10 апреля 2010 г.) в течение дня транслировались специальные выпуски новостей. Первый выпуск вышел по графику в 12:00. Затем спецвыпуски о трагедии прошли в 13:00, 15:00, 18:00[174]. Ведущим всех выпусков был Дмитрий Борисов.
- 24 января 2011 года, в день теракта в аэропорту «Домодедово», был показан только один специальный выпуск новостей в 19:02 продолжительностью 4 минуты[175], который вёл Дмитрий Борисов. Вследствие этого на телеканал обрушились волны критики и обвинений в неоперативности его информационной службы[176].
- 12 марта 2011 года, в день землетрясения в Японии, в 15:15 и 18:00 выходили специальные выпуски «Новостей» о случившемся[177]. Ведущим был Дмитрий Борисов.
- 2 апреля 2011 года, в день похорон Людмилы Гурченко, в 15:00 был показан специальный выпуск «Новостей» с прямым включением с места действия[178][179]. Ведущей была Юлия Панкратова.
- 21 мая 2012 года, эфир программы «Другие новости» был прерван в связи с формированием нового Правительства РФ. Ведущей была Мария Лемешева.
- 7 июля 2012 года, в день наводнения в Крымске, вышел специальный выпуск программы о случившемся[180].
- 15 июля 2012 года примерно в 22:58 вышел специальный выпуск «Новостей» с сообщениями о посещении президентом Крымска, пострадавшего от наводнения неделей ранее[181]. Ведущим был Дмитрий Борисов.
- 30 июля 2013 года примерно в 23:17 вышел экстренный выпуск «Новостей» из-за пожара в телецентре «Останкино». Ведущей была Екатерина Андреева. В прямом включении с места произошедшего корреспондент Антон Пономарёв интервьюировал Александра Гаврилова.
- 6 октября 2013 года, в часы начала эстафеты олимпийского огня в Москве, в эфир вышел спецвыпуск «Новостей» с прямым включением по теме. Выпуск вела Валерия Кораблёва.
- Во время массовых беспорядков в московском районе Бирюлёво Западное 13 октября 2013 года, вызванных резонансным убийством русского парня выходцем из Азербайджана, специальный выпуск новостей вышел в 23:00[182][183]. Ведущей была Анна Павлова.
- В день взрыва на вокзале в Волгограде 29 декабря 2013 года специальные выпуски вышли в воскресенье в 14:00 и в 18:00. Ведущей была Валерия Кораблёва.
- В день обострения ситуации вокруг Украины и Крыма 2 марта 2014 года в 17:45 вышел специальный выпуск новостей, полностью посвящённый данной теме. Ведущей была Анна Павлова.
- 18 марта 2014 года в 14:55 был показан специальный выпуск программы с прямой трансляцией внепланового обращения Президента Российской Федерации из Георгиевского зала Кремля — Крымской речи Владимира Путина[184]. Эфир провела Валерия Кораблёва.
- 26 мая 2014 года в 0:45-0:50 вышел специальный выпуск новостей, посвящённый итогам выборов Президента Украины. Ведущей была Анна Павлова.
- 17 июля 2014 года, в день авиакатастрофы на Украине, в 23:30 в эфир вышел специальный выпуск новостей. Ведущей была Екатерина Андреева.
- 11 февраля 2015 года в период с 23:00 до 5:00 вышло несколько специальных выпусков «Новостей». Тема: «Заседание „Нормандской Четвёрки“ в Минске: Меркель, Олланд, Путин и Порошенко». Все специальные выпуски вела Екатерина Андреева. В период с 21:30 и до 1:00 в эфир выходила программа «Политика». Программу «Политика» вёл Пётр Толстой. В 1:00 эфир телеканала стал идти по плановой телепрограмме.
- 28 сентября 2015 года, в день 70-й Генассамблеи ООН, плановый выпуск программы в 18:00 продлился полтора часа и включал в себя прямую трансляцию речи Владимира Путина. До и после выпуска шла программа «Время покажет», а после программы «Время» шла программа «Политика». Затем в 1:55 в эфир вышел второй, специальный выпуск новостей, посвящённый дальнейшим переговорам Путина и Барака Обамы. Оба выпуска провёл Дмитрий Борисов.
- В день авиакатастрофы российского самолёта в Египте 31 октября 2015 года в 12:00 вышел плановый выпуск новостей с последней информацией о случившемся. Затем в 15:00 вышел специальный выпуск новостей на ту же тему. Выпуски провела Валерия Кораблёва. Также 1 ноября вышли внеплановые выпуски новостей в 15:00 с Валерией Кораблёвой и в 18:00 с Дмитрием Борисовым.
- В связи с террористическими актами в Париже, произошедшими поздно вечером в пятницу 13 ноября 2015 года, выпуск в 10:00, вышедший в эфир на следующий день, был практически полностью посвящён теме и увеличен до 20 минут. Также вышел плановый выпуск в 12:00 и внеплановый выпуск в 15:00. Все выпуски провела Валерия Кораблёва. Также во время перерыва товарищеского футбольного матча между Россией и Португалией около 18:00 вышел выпуск новостей, который вёл Дмитрий Борисов.
- 22 марта 2016 года, начиная с 12:00 и до 18:00, выпуски новостей, посвящённые последней информации о террористических актах в Брюсселе, выходили каждый час, а также примерно в 15:46 по московскому времени программа «Время покажет» была приостановлена на специальный выпуск новостей. Ведущей была Алёна Лапшина.
- 24 июля 2016 года в 17:00 вышел специальный выпуск новостей по теме допуска России к Олимпиаде. Выпуск провела Алёна Лапшина.
- 9 ноября 2016 года в 19:50 вышел специальный выпуск новостей, посвящённый итогам выборов президента в США. Выпуск провёл Дмитрий Борисов.
- 25 декабря 2016 года, в день авиакатастрофы самолёта Ту-154 в Сочи, в 15:00 и 18:00 выходили спецвыпуски программы. Ведущими были Валерия Кораблёва и Дмитрий Борисов.
- 3 апреля 2017 года первая информация о взрывах в Петербургском метрополитене прошла в плановом выпуске в 15:00, который провела Алёна Лапшина; в дальнейшем тема была продолжена в специальном выпуске в 17:00, который продлился 15 минут, а также в плановых выпусках в 18:00 и 19:45, которые провела Валерия Кораблёва, и в программе «Время». После выпуска в 17:00 на 1 час 10 минут раньше срока началась программа «Первая студия», а закончилась она на 1 час 15 минут позже — в 21:00. Следующий спецвыпуск вышел в эфир в 23:45, ведущим был Максим Шарафутдинов.
- 8 июля 2017 года в 15:00 вышел внеплановый выпуск новостей, который вела Екатерина Березовская, а также в 16:56 программа «Точь-в-точь» была прервана на специальный выпуск новостей, включавший в себя прямую трансляцию пресс-конференции Владимира Путина на саммите большой двадцатки в Гамбурге. Выпуск продлился около 30 минут, его вёл Дмитрий Борисов[185].
- 11 февраля 2018 года в 16:00 вышел специальный 6-минутный выпуск новостей с информацией об авиакатастрофе Ан-148 в Подмосковье, который провела Екатерина Березовская.
- 26 ноября 2018 года в 0:15 вышел специальный выпуск новостей по теме нарушения российской границы кораблями ВМС Украины. Выпуск провёл Андрей Ухарев.
- 31 декабря 2018 года в 12:00 и 17:25 вышли специальные выпуски новостей по теме обрушения жилого дома в Магнитогорске, их провёл Максим Шарафутдинов. Также в 21:00 фильм «Ирония судьбы, или С лёгким паром!» был прерван на внеплановый выпуск программы «Время», который провёл Виталий Елисеев.
- 24 августа 2019 года в связи с трансляцией праздничного канала и митинга-концерта, посвящённым Дню государственного флага Российской Федерации (предварительно не заявленным в программе передач), с 13:00 до 15:00 каждый час выходили специальные выпуски, посвящённые в основном этой теме. После митинга-концерта вышел внеплановый выпуск «Вечерних новостей». Ведущими выпусков были Екатерина Березовская и Андрей Ухарев.
- 7 сентября 2019 года в 18:00 вышел внеплановый выпуск новостей, посвящённый обмену задержанными гражданами между Россией и Украиной, а также празднованию Дня города в Москве. Ведущим был Максим Шарафутдинов.

### 2020-е годы
- 8 января 2020 года в 15:30 вышел специальный выпуск новостей, посвящённый запуску газопровода «Турецкий поток», а также катастрофе Boeing 737 под Тегераном. Выпуск провела Алёна Лапшина.
- 31 марта 2020 года в 18:00 вышел специальный выпуск новостей, посвящённый ограничениям в связи с пандемией коронавируса.
- 2 апреля 2020 года в 16:00 вышел специальный выпуск новостей, посвящённый обращению Владимира Путина в связи с пандемией коронавируса.
- 15 апреля 2020 года в 16:55 вышел специальный выпуск новостей, посвящённый пандемии коронавируса.
- 18 апреля 2020 года в 12:55 вышел специальный выпуск новостей, посвящённый схождению благодатного огня в храме Гроба Господня.
- 9 мая 2020 года в 17:00 вышел специальный выпуск новостей, посвящённый Дню Победы в Великой Отечественной войне.
- 17 декабря 2020 года в 11:30 вышел специальный выпуск новостей, посвящённый пресс-конференции Владимира Путина.
- 19 сентября 2021 года в заключительный день выборов в Государственную Думу выходили специальные выпуски новостей в 23:00 и 0:00 длительностью 10 минут. Выпуски провела Екатерина Березовская.
- 5 октября 2021 года в день запуска ракеты с киноэкипажем проекта «Вызов», этой теме были посвящены все плановые утренние выпуски, а также специальные выпуски в 10:00 и 11:00, которые провела Екатерина Березовская. С того же дня новостные программы телеканала с разной периодичностью выходят из специальной виртуальной студии.
- 17 октября 2021 года в день приземления специальные выпуски выходили в 8:00, 10:00 продолжительностью примерно 30 минут, выпуски в 12:00, 15:00 выходили продолжительностью 20 минут. Выпуски провели Екатерина Березовская и Максим Шарафутдинов.
- 31 декабря 2021 года в 14:40 без объявления в программе передач вышел специальный выпуск новостей, посвящённый переговорам президента Владимира Путина и Джо Байдена. Выпуск провела Валерия Кораблёва.
- 19 февраля 2022 года в 18:00 без объявления в программе передач вышел специальный выпуск новостей, посвящённый Олимпийским играм в Пекине и вооружённому конфликту на Донбассе. Выпуск провёл Максим Шарафутдинов.
- 21 февраля 2022 года в 16:43 вышел специальный выпуск новостей, в рамках которого была показана трансляция большого заседания Совета Безопасности РФ, посвящённого ситуации на Донбассе и признанию независимости ЛНР и ДНР. Выпуск провела Валерия Кораблёва. Позднее, в рамках программы «Время» было показано обращение Президента России Владимира Путина к населению по этой же теме. Выпуск длился 1 час 45 минут, провёл его Виталий Елисеев.
- 24 февраля 2022 года в 6:19 вышел специальный выпуск новостей продолжительностью 30 минут, в рамках которого было показано обращение Президента России Владимира Путина к населению по поводу вторжения России на Украину. В дальнейшем, с 7:00 до 21:00, выпуски новостей по этой теме выходили каждый час (кроме 10:00, 16:00 и 19:00). Выпуски в 7:00 и 8:00 продлились по 35 минут, в 9:00 — 50 минут, с 11:00 до 17:00 — от 25 до 30 минут, в 18:00 — 40 минут, в 20:00 — 20 минут, программа «Время» в 21:00 — 1 час 10 минут. Эфир «Первого канала» в промежутке с 9:50 до 21:00 был представлен специальными выпусками политических ток-шоу «Время покажет» (весь день с перерывом в 16:00-17:00) и «Большая игра» (с 16:00 до 17:00).
- 25 февраля 2022 года впоследствии ежечасное новостное вещание продолжилось с 9:00 до 18:00, в 19:55 и 21:00.
- 26 февраля 2022 года с 15:00 до 21:00, с 27 февраля по 2 марта с 9:00 до 21:00 и с 3 марта с 10:55 до 21:00 в рамках «Информационного канала» совместно с ток-шоу «Время покажет» и «Большая игра». Позднее, с 6 марта ежечасное новостное вещание в выходные дни прекратилось, остались только специальные выпуски, а также дополнительные — в 13:55 (будни) и в 15:00, и 18:00 (выходные). С 21 марта также были отменены выпуски в 12:55, 16:00 и 19:00 в будние дни. С 25 марта выпуск в 12:55 по будням был восстановлен. С 11 апреля отменены выпуски в 12:55, 17:00 и 20:00. С 13 апреля отменён выпуск в 11:00 и вновь восстановлен выпуск в 12:55. Ведущими выпусков были Мария Васильева, Сергей Тугушев, Юлия Гамаева, Александр Мальм, Валерия Кораблёва, Андрей Ухарев, Екатерина Березовская, Максим Шарафутдинов и Алёна Лапшина, а ведущими программы «Время» — Виталий Елисеев и Екатерина Андреева. Затем специальные выпуски в 12:55 и 13:55 были отменены.
- 23 апреля 2022 года вышли специальные выпуски новостей, посвящённые схождению благодатного огня в храме Гроба Господня перед началом трансляции в 12:55 (длительностью 5 минут) и после неё в 14:35 (длительностью 20 минут). Первый выпуск провела Валерия Кораблёва, а второй Максим Шарафутдинов. Выпуска в 15:00 в тот день не было.
- 30 сентября 2022 года в 14:55 был показан специальный выпуск программы с прямой трансляцией внепланового обращения Президента России Владимира Путина из Георгиевского зала Кремля. Выпуск провела Екатерина Березовская.
- 24 июня 2023 года в 1:29[186] и 2:07[187] по московскому времени вышло два специальных выпуска новостей, посвящённые ситуации вокруг ЧВК «Вагнер»[188]. Выпуски провела Екатерина Андреева. Затем, в рамках специального выпуска в 10:00 было показано обращение Президента России Владимира Путина по этой теме. Хронометраж всех специальных выпусков в тот день был увеличен до 20—30 минут, а также в 15:00 вышел специальный выпуск.
- 26 июня 2023 года в 22:10 вышел специальный выпуск новостей, в рамках которого было показано второе обращение Президента России Владимира Путина по этой теме. Выпуск провёл Виталий Елисеев.
- 4 ноября 2023 года в 21:00 вышел специальный выпуск программы «Время», посвящённый Международной выставке-форуму «Россия» на ВДНХ в Москве. Выпуск провела Екатерина Березовская.
- 14 декабря 2023 года вышли специальные выпуски новостей, посвящённые «Итогам года с Владимиром Путиным» перед началом трансляции в 11:30 (продолжительность 40 минут) и после неё в 18:00 (продолжительность 30 минут). Выпуск программы «Время» вышел в 19:50 (продолжительность 1 час 50 минут). Ведущим первого выпуска была Валерия Кораблёва, второго — Андрей Ухарев, а программы «Время» — Виталий Елисеев. Выпусков новостей в 12:00, 13:00, 14:00, 15:00 и 21:00 не было.
- 1 января 2024 года в 19:50 вышел специальный выпуск программы «Время» продолжительностью 25 минут. Ведущей выпуска была Екатерина Андреева.
- 29 февраля 2024 года вышли специальные выпуски новостей, посвящённые посланию Президента Российской Федерации Владимира Путина Федеральному собранию перед началом трансляции в 11:30 (продолжительность 43 минуты) и после неё в 15:00 (продолжительность 15 минут). Ведущей первого выпуска была Алёна Лапшина, а второго — Максим Шарафутдинов. Выпусков новостей в 12:00, 13:00 и 14:00 не было.
- 13 марта 2024 года специальные выпуски новостей, посвящённые Большому интервью Президента Российской Федерации Владимира Путина, вышли перед трансляцией в 10:00 (продолжительность 3 минуты) и после неё в 12:00 (продолжительность 15 минут). Ведущей первого выпуска была Алёна Лапшина, второго выпуска — Екатерина Березовская.
- 17 марта 2024 года в 15:00 вышел 22-минутный выпуск новостей. Ведущей выпуска была Екатерина Березовская. В 21:00 вышел специальный выпуск программы «Время. Президентские выборы в России 2024» (продолжительность — 4 часа 6 минут). Ведущей выпуска была Екатерина Андреева.
- 22 марта 2024 года первая информация о теракте в «Крокус Сити Холле» прозвучала в программе «Время» в 21:00. Затем выходили специальные выпуски в 22:40, 23:55 (оба продолжительностью 22 минуты) и в 1:00 (продолжительностью 24 минуты). Ведущим программы «Время» и первого специального выпуска был Виталий Елисеев, а второго и третьего — Андрей Ухарев.
- 23 марта 2024 года утренние 6-минутные выпуски новостей в рамках программы «Доброе утро. Суббота» выходили не раз в час, а каждые полчаса (с 6:00 до 8:30), как в будние дни, их провела Мария Васильева. Также был увеличен хронометраж специальных выпусков: выпуск в 10:00 длился 35 минут, в 12:00 — 30 минут, в 18:00 — 50 минут, программа «Время» в 21:00 — 1 час 20 минут. В 15:00 вышел специальный выпуск длиной 35 минут, в рамках которого было показано обращение Президента России Владимира Путина по этой теме. Выпуски с 10:00 до 15:00 вёл Максим Шарафутдинов, в 18:00 — Андрей Ухарев, программу «Время» — Виталий Елисеев. С 10:35 до 21:00 вместо ранее запланированных программ в эфир выходил «Информационный канал».
- 24 марта 2024 года, в день траура, вышел специальный выпуск в 15:00 (продолжительностью 20 минут), его провёл Максим Шарафутдинов.
- 1 августа 2024 года в 22:30 вышел специальный выпуск новостей, посвящённый обмену заключенными между Россией и Западом. Выпуск длился 15 минут, его провела Екатерина Андреева.
- 24 февраля 2025 года в 22:45 вышел специальный выпуск новостей, посвящённый ответам Владимира Путина на вопросы журналиста ВГТРК Павла Зарубина. Выпуск длился 23 минуты, ведущим был Юрий Щербаков.
- 19 апреля 2025 года в 16:45 по московскому времени вышел срочный выпуск новостей, посвящённый встрече Владимира Путина с начальником Генерального штаба ВС РФ Валерием Герасимовым, в ходе которого президент объявил о пасхальном перемирии в зоне вторжения России в Украину до 21 апреля. Выпуск длился 6 минут, его провела Валерия Кораблёва. Для зрителей московского часового пояса показ телеигры «Кто хочет стать миллионером?» был прерван этим выпуском новостей.
- 15 августа 2025 года первая информация о Саммите Россия — США на Аляске прозвучала в программе «Время», её хронометраж был увеличен с 1 часа до 1 часа 37 минут. Затем вышел специальный выпуск новостей в 23:48 продолжительностью 15 минут. Программу «Время» вела Екатерина Андреева, специальный выпуск новостей — Валерия Кораблёва.
- 16 августа 2025 года была показана пресс-конференция по итогам Саммита Россия — США на Аляске в рамках специального выпуска новостей в 1:10 продолжительностью 1 час 3 минуты. Программа «Доброе утро. Суббота» вышла в эфир в 5:00 вместо 6:00 и закончилась в 10:00 вместо 9:45, выпуски утренних новостей выходили в 5:00, 6:00 и 7:00, их хронометраж был увеличен с 5 минут до 15 минут. В 8:00, 9:00, 10:00, 12:00 и 15:00 выходили выпуски новостей из большой студии продолжительностью 20 минут. В 18:00 вышел выпуск «Вечерних новостей» из виртуальной студии продолжительностью 40 минут. В 21:00 вышел выпуск программы «Время» из большой студии продолжительностью 56 минут. Специальный выпуск новостей в 1:10 провела Валерия Кораблёва; выпуски в 5:00, 6:00 и 7:00 — Сергей Тугушев; выпуски в 8:00, 9:00, 10:00 и 12:00 — Алёна Лапшина; выпуск новостей в 15:00 и «Вечерних новостей» — Андрей Ухарев, выпуск программы «Время» — Екатерина Андреева.
- В ночь с 18 на 19 августа 2025 года, по итогам телефонных переговоров Дональда Трампа и Владимира Путина, саммита Россия — США на Аляске и встречи Владимира Зеленского и Дональда Трампа в Белом доме был показан специальный выпуск новостей в 0:05 продолжительностью 18 минут. Выпуск провёл Виталий Елисеев.

## Награды
- В 2008 году главный художник «Первого канала» Дмитрий Ликин получил ТЭФИ за дизайн новой студии информационных программ «Первого канала». В 2009 году возглавляемая им Дирекция «ОРТ-Дизайн» получила ТЭФИ за оформление новостного пространства «Первого канала». Также в 2002 году компания «ОРТ-Дизайн» получила серебро на конкурсе PromaxBDA за лучшее новостное оформление[189].